# Shinai
Lo shinai (竹刀?) è una spada di bambù e costituisce lo strumento principe della pratica del Kendō (剣道?); viene anche usato in altri tipi di arte marziale.
Il termine shinai deriva da shinai-take (撓い竹? lett. "bambù flessibile") anche se i kanji usati per scriverlo sono quelli di "spada di bambù" (che eccezionalmente possono esser letti anche chikutō).
Nel kendō lo shinai è usato sia durante l'allenamento sia nel combattimento. È previsto l'uso sia di un solo shinai (ittō) impugnato con entrambe le mani, sia di due shinai (nitō), in questo caso si usano shinai di lunghezza differente: uno corto chiamato shōtō ed uno lungo (ma comunque più corto di quello singolo) chiamato daitō. L'uso a due mani è di gran lunga quello più diffuso fra i kenshi.
Nel kendō oltre allo shinai si usa anche una spada di legno chiamata bokutō (木刀?) o bokken (木剣?) riservata solo all'allenamento ed alla pratica dei kendō kata (剣道形?).

## Elementi costitutivi

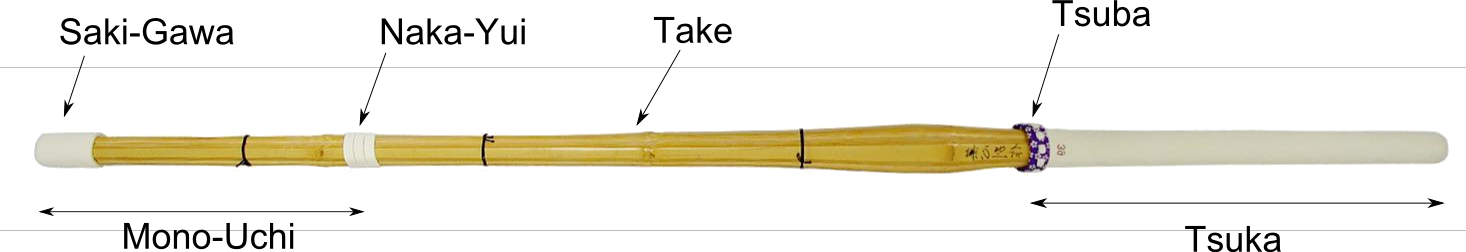
Elementi costitutivi dello shinai

Lo shinai è fatto di bambù e pelle, costituito da quattro stecche non necessariamente provenienti dalla medesima canna ma comunque da piante che abbiano i nodi alla medesima altezza fissate alle due estremità da una guaina (柄皮?, tsuka-gawa) che funge da impugnatura (柄?, tsuka) e da un cappuccio (先皮?, saki-gawa) che funge da punta; queste due parti sono unite e messe in tensione elastica da una corda (弦?, tsuru), solitamente di materiale sintetico, che ha anche la funzione di indicare il dorso della lama.
A circa 30 cm dalla punta (剣尖?, kensen) si trova un nodo (中結?, naka-yui) fatto con una striscia di pelle che avvolge tre volte le stecche e lo tsuru e che indica la parte dello shinai preposta a colpire il bersaglio che in giapponese si chiama monouchi (物打?).
Fanno parte dello shinai altri due elementi non visibili dall'esterno: un "tappino" di gomma (先ゴム?, saki-gomu) posto sulla punta e che distanzia le stecche ed un quadratino di metallo (ちぎり?, chigiri) che, incastrato in apposite fessure nelle stecche, le mantiene ben unite.
Un ulteriore elemento "esterno" allo shinai è la guardia (鍔?, tsuba): un anello di plastica o di cuoio che viene infilato nella tsuka e bloccato con un ulteriore anello di gomma o pelle (鍔止め?, tsuba-dome).
Oltre allo shinai con stecche di bambù, che resta comunque il tipo più diffuso, vengono fabbricati altri modelli in fibra di carbonio o altri materiali simili.

## Taglie
Per indicare le taglie dello shinai si ricorre alle unità di misura tradizionali giapponese, ossia lo shaku (尺, "piede") ed il sottomultiplo sun (寸, "pollice"); in particolare queste misure si riferiscono alla lunghezza del bambù.
Queste taglie vengono utilizzate a livello commerciale; vi sono poi diverse varianti determinate dalla forma del bambù (più o meno affusolato) e da quella dell'impugnatura (principalmente tonda ma anche ovale o ottagonale).
Le stese misure sono poi usate per la tsuka. Da notare come alcuni kenshi utilizzino differenti taglie per le due parti abbinando al bambù una tsuka di una misura inferiore.
| Taglia | Lunghezza               | Lunghezza | Nomignolo | Utilizzo            |
| Taglia | tradizionale giapponese | S.I.      | Nomignolo | Utilizzo            |
| ------ | ----------------------- | --------- | --------- | ------------------- |
| 20     | 2 尺 0 寸               | 60,6 cm   |           | Nitō (Shōtō)        |
| 28     | 2 尺 8 寸               | 84,8 cm   |           | Ittō                |
| 30     | 3 尺 0 寸               | 90,9 cm   |           | Ittō                |
| 32     | 3 尺 2 寸               | 97 cm     | Sabuni    | Ittō                |
| 34     | 3 尺 4 寸               | 103 cm    | Sabuyon   | Ittō                |
| 36     | 3 尺 6 寸               | 109,1 cm  | Saburoku  | Ittō                |
| 37     | 3 尺 7 寸               | 112,1 cm  | Sannana   | Ittō e Nitō (Daitō) |
| 38     | 3 尺 8 寸               | 115,1 cm  | Sanpachi  | Ittō                |
| 39     | 3 尺 9 寸               | 118,2 cm  | Sanku     | Ittō                |

## Dimensioni e peso
Secondo la International Kendo Federation (FIK) nelle gare gli shinai debbono rispettare particolari parametri per quanto riguarda la lunghezza, il peso ed il diametro del saki-gawa.
| Misure                         | Sesso          | Asilo e 1º elementare (fino a 6 anni) | Scuola elementare (7-12 anni) | Scuola media (12-15 anni) | Scuola superiore (15-18 anni) | Università e Adulti (oltre i 18 anni) |
| ------------------------------ | -------------- | ------------------------------------- | ----------------------------- | ------------------------- | ----------------------------- | ------------------------------------- |
| Lunghezza Massima del bambù    | Uomini e donne | 28                                    | da 30 a 36                    | 37                        | 38                            | 39                                    |
| Lunghezza Massima dello shinai | Uomini e donne | 87 cm                                 | da 92 a 111 cm                | 114 cm                    | 117 cm                        | 120 cm                                |
| Peso minimo                    | Uomini         | -                                     | -                             | 440 g                     | 480 g                         | 510 g                                 |
| Peso minimo                    | Donne          | -                                     | -                             | 400 g                     | 420 g                         | 440 g                                 |
| Diametro minimo del saki-gawa  | Uomini         |                                       |                               | 25 mm                     | 26 mm                         | 26 mm                                 |
| Diametro minimo del saki-gawa  | Donne          |                                       |                               | 24 mm                     | 25 mm                         | 25 mm                                 |

| Misure                         | Sesso          | Daitō (shinai lungo) | Shōtō (shinai corto)             |
| ------------------------------ | -------------- | -------------------- | -------------------------------- |
| Lunghezza Massima del bambù    | Uomini e donne | 37                   | 20                               |
| Lunghezza massima dello shinai | Uomini e donne | 114 cm               | 62 cm                            |
| Peso                           | Uomini         | 440 g (minimo)       | 280 g (minimo) ~ 300 g (massimo) |
| Peso                           | Donne          | 400 g (minimo)       | 250 g (minimo) ~ 280 g (massimo) |
| Diametro minimo del saki-gawa  | Uomini         | 25 mm                | 24 mm                            |
| Diametro minimo del saki-gawa  | Donne          | 24 mm                | 24 mm                            |

Il peso dello shinai è calcolato comprendendo tutti i finimenti di pelle ed escludendo tsuba e tsuba-dome. Il diametro massimo della tsuba è di 9 cm.

## Produzione e manutenzione
Per produrre uno shinai il bambù viene tagliato quando solitamente raggiunge un diametro tra gli 8 ed i 12 centimetri, quindi viene diviso verticalmente in 6-8 stecche; una volta scelte quattro stecche coi nodi alla medesima altezza queste vengono arrotondate e incurvate col calore, quindi accorciate e rifinite. Un buono shinai lo si valuta non solo dal giusto bilanciamento ma anche dall'elasticità delle sue parti: puntando lo shinai contro il pavimento e piegandolo l'incurvatura dovrebbe essere all'altezza del nakayui e non dell'elsa.
Ovviamente col tempo e con l'uso il bambù tende a perdere la propria elasticità ed inizia a scheggiarsi, fessurarsi o rompersi: per prevenire questo è bene dedicare una manutenzione periodica allo shinai, controllandone la superficie, eliminando le schegge, levigando gli angoli vivi all'interno per evitare che cozzino tra loro e passando olio di lino cotto o paraffina perché se ne mantenga la giusta flessibilità.
La manutenzione di uno shinai non va considerata solo dal punto di vista della praticità e della sicurezza, è presente un ulteriore aspetto valoriale che si sviluppa dedicandosi alla cura dell'arma. Oltre alla manutenzione delle stecche è importante che tutte le parti in pelle siano integre e che lo tsuru sia ben teso.
Solitamente si tende ad insegnare ad avere un corretto comportamento nei confronti dello shinai e a comportarsi come se si avessi in mano una vera spada. Ad esempio è considerato disdicevole reggersi alla spada come se fosse un bastone da passeggio od appoggiarla ad una parete con la punta che tocca terra.